# Walter Tilgner

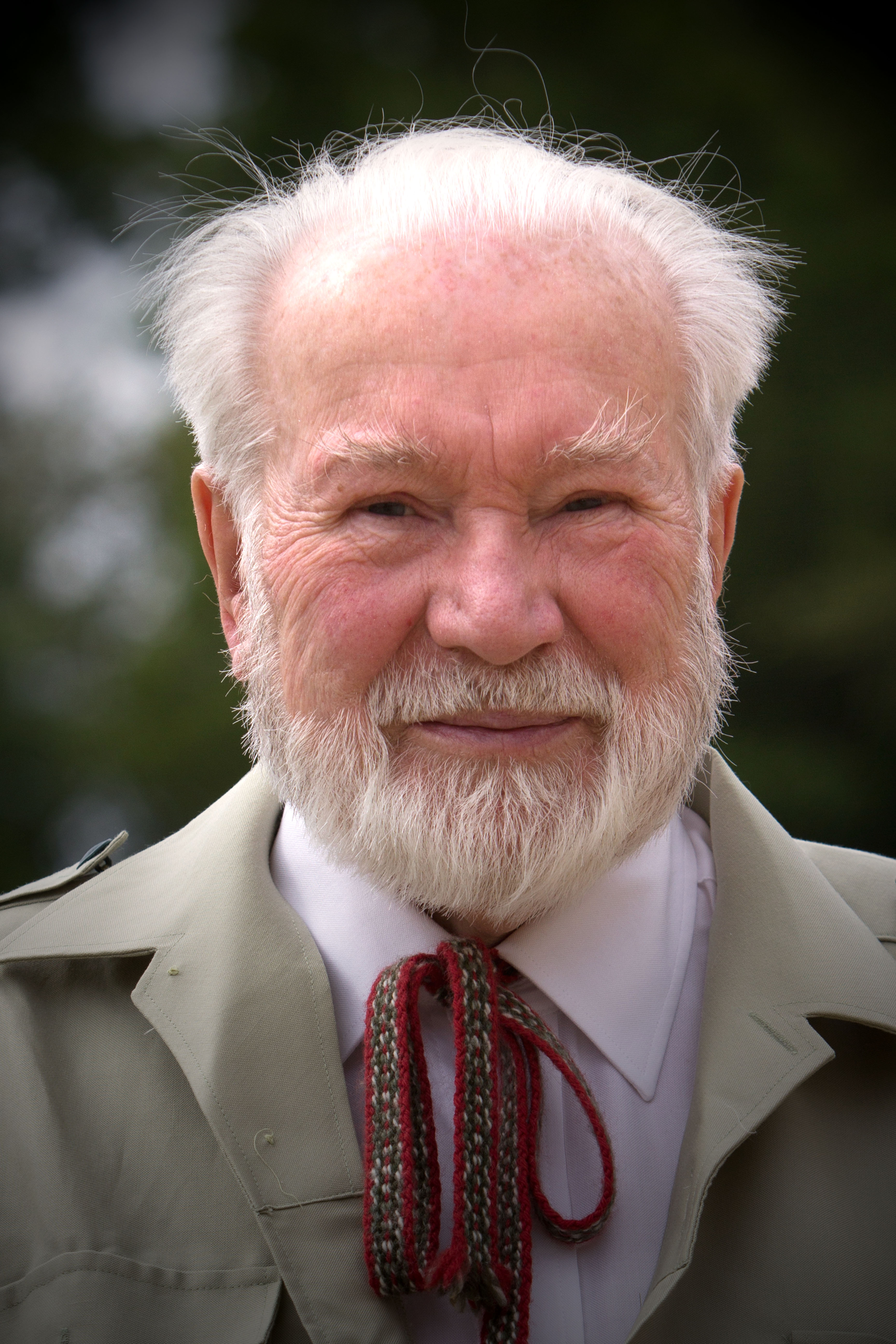
Walter Tilgner (2014)

Walter Tilgner (* 8. Juli 1934 in Olmütz, Tschechoslowakei) ist ein deutscher Biologe, Naturfotograf und Tontechniker. Der Pionier der digitalen Naturaufzeichnung ist ein bekannter Schöpfer von Naturhörbildern sowie Bioakustiker.

## Leben
Der aus Mähren stammende Walter Tilgner ist der Sohn eines Tischlermeisters. Als Deutschmährer nach dem Zweiten Weltkrieg aus seiner Heimat vertrieben, gelangte er mit seiner Familie nach Hünfeld, wo er auf einem Bauernhof aufwuchs. In dieser Zeit entdeckte er sein Interesse an der Natur und legte später die Jägerprüfung ab. Nach dem Abitur studierte Tilgner an der Universität in Frankfurt am Main Zoologie und Botanik.
Bis zu seiner Pensionierung im Jahr 1997 war der Biologe am Bodensee-Naturmuseum in Konstanz tätig.
In seiner Freizeit betätigte Tilgner sich zunächst als Wald- und Forstlichtbildner. Er hat seine Aufnahmen seit den 1950er Jahren in den verschiedensten Medien veröffentlicht und wirkte unter anderem an den Bildbänden Zauber des Waldes (Luzern und Frankfurt am Main 1967) von Max Albert Wyss und Tiere unserer Wälder (Stuttgart 1980) von Günther Zimmermann mit.
Anfang der 1970er Jahre begann Walter Tilgner zudem, Tierstimmen und andere Naturgeräusche auf Tonband festzuhalten. Der Autodidakt arbeitete dabei auch mit den für Naturaufnahmen üblicherweise verwendeten Richtmikrofonen mit Parabolspiegel. Doch sein Traum, das gesamte Klanggewebe eines Waldes oder Seeufers möglichst natur- und detailgetreu einfangen und reproduzieren zu können, wurde erst Wirklichkeit, als nach der Internationalen Funkausstellung 1981 im Herbst 1982 die erste tragbare digitale und netzunabhängige Tonaufzeichnungseinheit auf den Markt kam. So begann Tilgner im Februar 1983 mit dem Neumann-Kunstkopfmikrofon K 81i sowie dem digitalen Audioprozessor Sony PCM F1und dem Sony SL F1 Betamax Recorder in den Buchenmischwäldern des Forstbezirks Konstanz zu arbeiten. Die damit erzielten sehr räumlichen und natürlichen binauralen Tonaufnahmen gaben selbst subtile Geräusche, die zuvor im Bandrauschen untergegangen waren, kristallklar wieder. Als Walter Tilgner 1985 bei WERGO sein Waldkonzert herausbrachte, war dies wohl weltweit die erste veröffentlichte digitale Naturklangaufnahme. Seitdem veröffentlicht Walter Tilgner seine Naturhörbilder fast ausschließlich bei diesem Plattenproduzenten unter dem Label Natural Sounds.
Daneben hat Tilgner im Lauf der Jahre aber auch anderes Equipment verwendet. So kam für seine CD Blaukehlchen – Bird of a Thousand Voices (1992) das Sennheiser MKH 30 zum Einsatz, und für die Meistersinger (2000) neben dem Neumann-Kunstkopf KU 81i auch dessen Nachfolger KU 100 und einen Denon DTR 80P DAT-Recorder. Seitdem DAT-Aufnahmegeräte aus der Mode gekommen sind, verwendet Tilgner Aufnahmegeräte wie den Sound Devices 722. Nach wie vor ist er jedoch mit dem KU 100 unterwegs. Nach Einschätzung von Hans-Ulrich Werner sind Tilgners Hörbilder „heute schon klassische Kunstkopf-Aufnahmen“.
Seinen eigenen technisch-künstlerischen Anspruch hat Walter Tilgner 2008 so umrissen:

„Die produzierte Aufnahme soll so naturgetreu sein, dass man beim Anhören glaubt, wieder an die Stelle des Aufnahmemikrofons versetzt zu sein und man das Aufnahmeerlebnis nacherleben kann.“

Tilgner bereitet daher jede Aufnahme durch Beobachtungen, Literaturstudium und Begehungen ohne Tonband genau vor, um den je nach Jahreszeit und Witterung charakteristischen Klang einer Landschaft, eines Waldes oder Sees einzufangen. Mehrfach hat er kritisch auf die Zunahme des Verkehrslärms seit den 1980er Jahren hingewiesen. Dies zeige sich auch immer wieder bei seinen Aufnahmegängen: 

„Es ist in Mitteleuropa praktisch unmöglich geworden, Tonaufnahmen ohne Zivilisationslärm zu machen.“

 Der Bioakustiker ist daher dazu übergegangen, bei der Aufbereitung seiner Tonaufnahmen Verkehrslärm digital herauszufiltern – laut seiner Aussage allerdings die einzige Manipulation, die er an seinen Hörbildern vornimmt.
Unterstützt von seiner Frau Heidrun hat Walter Tilgner nicht nur intensiv die Naturtonkulisse rund um den Bodensee und den Neusiedler See festgehalten, sondern beispielsweise auch Herbstzug der Kraniche an der Ostseeküste zwischen Rostock und Rügen oder die Hirschbrunft auf dem Darß. In seinem mehrere hundert Stunden umfassenden Tonarchiv finden sich auch Kuriositäten wie die Stimme des Totenkopfschwärmers. Seine Naturhörbilder brachten ihm den Spitznamen „Das grüne Ohr vom Bodensee“ ein.
Das Forum Klanglandschaft ernannte ihn 1999 zu seinem Ehrenmitglied. Er ist ebenfalls eingebunden in das European Acoustic Heritage Project. 2018 wurde er im Rahmen des internationalen Symposiums The Global Composition. Conference on Sound, Ecology, and Media Culture (Hochschule Darmstadt/Mediencampus Dieburg), zu dem er als Keynote-Speaker eingeladen war, für sein Lebenswerk zum Ehrenmitglied des World Forum for Acoustic Ecology ernannt. 
Neben seinen reinen Naturaufnahmen hat Walter Tilgner auch an verschiedenen Kunstprojekten mitgewirkt. So fanden von ihm aufgezeichnete Naturtöne Eingang in den Soundtrack des Zeichentrickfilms Reineke Fuchs (1989) Und im Tessiner Klanghaus verbindet er den Naturtongesang des Weltmusikers Bardo Jäger mit seinen Tonaufnahmen. Die Wiener Staatsoper nutzt von Tilgner aufgezeichnetes Material zur akustischen Bühnengestaltung. In Raver-Kreisen fanden die Hörbilder als Beitrag für den Chill-out Anerkennung.
Daneben finden seine Aufnahmen bei der Wirkungsforschung und der Klangtherapie Verwendung. Und eine Reihe von Musiktherapeuten und Ärzten nutzt die Aufnahmen von Walter und Heidrun Tilgner – teils als Sonderanfertigungen – zur Therapieunterstützung. Sie kommen aber auch als beruhigende Geräuschkulissen im Konstanzer Café Voglhaus sowie in Geschäften zum Einsatz. In Zusammenarbeit mit Tilgner experimentierte das Hotel Sturm in Mellrichstadt mit der Liveübertragung von Naturaufnahmen.
Das Ehepaar Tilgner wohnt in Allensbach.

## Zitat
„Was wir Waldesstille nennen, ist ein Wohlklang, der sich krass unterscheidet vom Zivilisationslärm. Es ist eigentlich der Klang, in dem die Urmenschen groß geworden sind.“

## Diskografie
- Waldkonzert. Digitale Hörbilder. Natural Sound/Wergo, Mainz 1985.
- Luscinia megarhynchos – Nachtigall. Natural Sound/Wergo, Mainz 1987.
- Frühlingskonzert. Naturaufnahmen. Natural Sound/Wergo, Mainz 1988.
- Vogelhochzeit. Naturaufnahmen. Natural Sound/Wergo, Mainz 1990.
- Bird of a thousand voices: Blaukehlchen. Naturaufnahmen. Natural Sound/Wergo, Mainz 1992.
- Waldesrauschen. Digitale Hörbilder. Natural Sound/Wergo, Mainz 1994.
- Kraniche. Herbstzug der Kraniche an der Ostseeküste zwischen Rostock und Rügen. Digitale Hörbilder. Natural Sound/Wergo, Mainz 1995.
- Morgenstimmung. Naturaufnahmen. Natural Sound/Wergo, Mainz 1996.
- König des Waldes: Hirschbrunft. Wergo, Mainz 1998, ISBN 3-7957-6020-8.
- Meistersinger. Natural Sound/Wergo, Mainz 2000, ISBN 3-7957-6070-4.
- Waldamsel: Morgenständchen. Natural Sound/Wergo, Mainz 2002, ISBN 3-7957-6086-0.
- Winter am Bodensee. Naturaufnahmen. Wergo, Mainz 2003, ISBN 3-7957-6092-5.
- Bezaubernder Frühling: Riedkonzert. Wergo, Mainz 2006, ISBN 978-3-932398-43-8.
- Hör-CD zur Medienkombination von Wolfgang Fasser, Kurt Mosetter und Reiner Mosetter: Hören im Gleichgewicht. Neue Horizonte bei Tinnitus und Beeinträchtigungen des Ohrs. Ein Ratgeber und Übungsbuch. Vesalius-Verlag, Konstanz 2011, ISBN 978-3-934952-16-4.

## Hörfunkfeatures
- Wild Soundscapes – Die Heiwatils. Oder: 70 Hörbilder für Heidrun und Walter Tilgner. Feature von Hans-Ulrich Werner und Michael Rüsenberg. DeutschlandRadio Berlin 2004, ca. 55 Minuten
- Hausbesuch: Auf den Spuren des perfekten Naturklangs. Feature von Karin Wehrheim SWR2 2014, ca. 7 Minuten (SWR-Mediathek)
- Den Klängen der Natur auf der Spur. Die akustischen Expeditionen des Vogelkundlers Walter Tilgner. Künstlerisches Feature von Sabine Breitsameter, Sender Freies Berlin 1995, 58 Minuten.